# 布龙佐洛
布龙佐洛（義大利語：Bronzolo），是意大利北部博尔扎诺-上阿迪杰自治省的一个市镇，位于其省会博尔扎诺的南方约11公里处。ISTAT代码为021012。

## 地理
于2010年11月30日的人口总计为2,652人，人口密度358.4人/平方公里，总面积7.4平方公里。
布龙佐洛毗邻以下的市镇：阿尔迪诺、拉伊韦斯、新波嫩泰、奥拉和瓦德纳。